# Quedius nigriceps
Quedius nigriceps ist ein Käfer aus der Familie der Kurzflügler (Staphylidinae). Das lateinische Art-Epitheton nigriceps bedeutet „schwarzköpfig“.

## Merkmale
Die Käfer sind 7,8–9,5 mm lang. Der Kopf ist schwarz. Der gelbrote Halsschild ist mittig schwach angedunkelt. Der Hinterleib ist bräunlich gefärbt und stark irisierend. Die Flügeldecken sind fein und dicht punktiert und weisen eine rötliche oder bräunliche Färbung auf. Fühler und Beine sind rötlich gefärbt. Das erste Glied der hinteren Tarsen ist länger als das Klauenglied.

## Verbreitung
Quedius nigriceps ist in Europa weit verbreitet. Die Art fehlt vermutlich auf der irischen Insel sowie auf der Balkanhalbinsel. Die Art gilt in Mitteleuropa als weit verbreitet, jedoch als ziemlich selten.

## Lebensweise
Die Käferart bevorzugt als Lebensraum wärmebegünstigte Lagen mit Sandboden. Die Käfer beobachtet man fast das ganze Jahr. Man trifft sie offenbar häufig in sandigen Nadelwäldern sowie im Detritus unter Besenheide an.